# 가쓰오부시

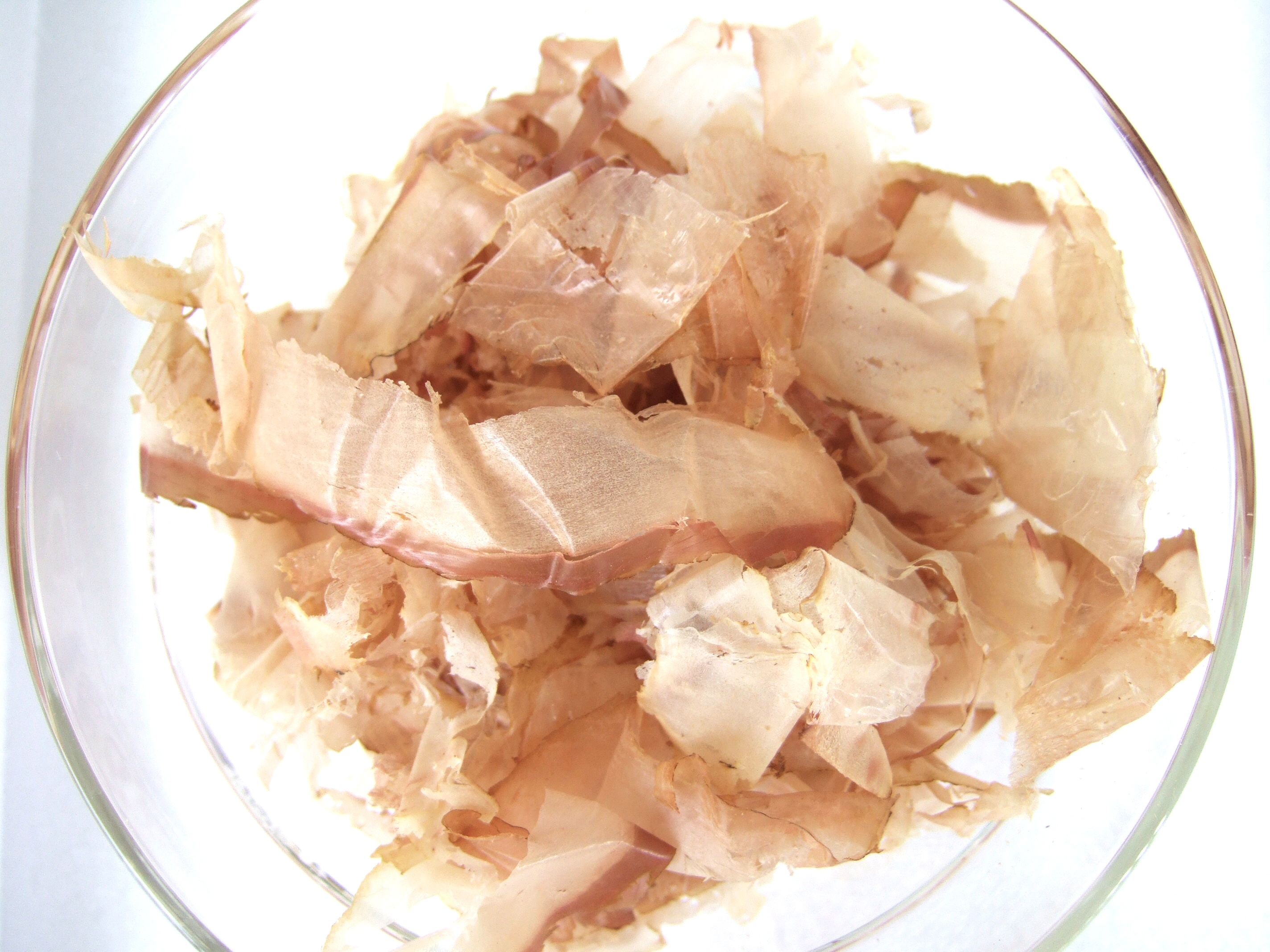
가쓰오부시를 깎아놓은 케즈리부시(削り節)

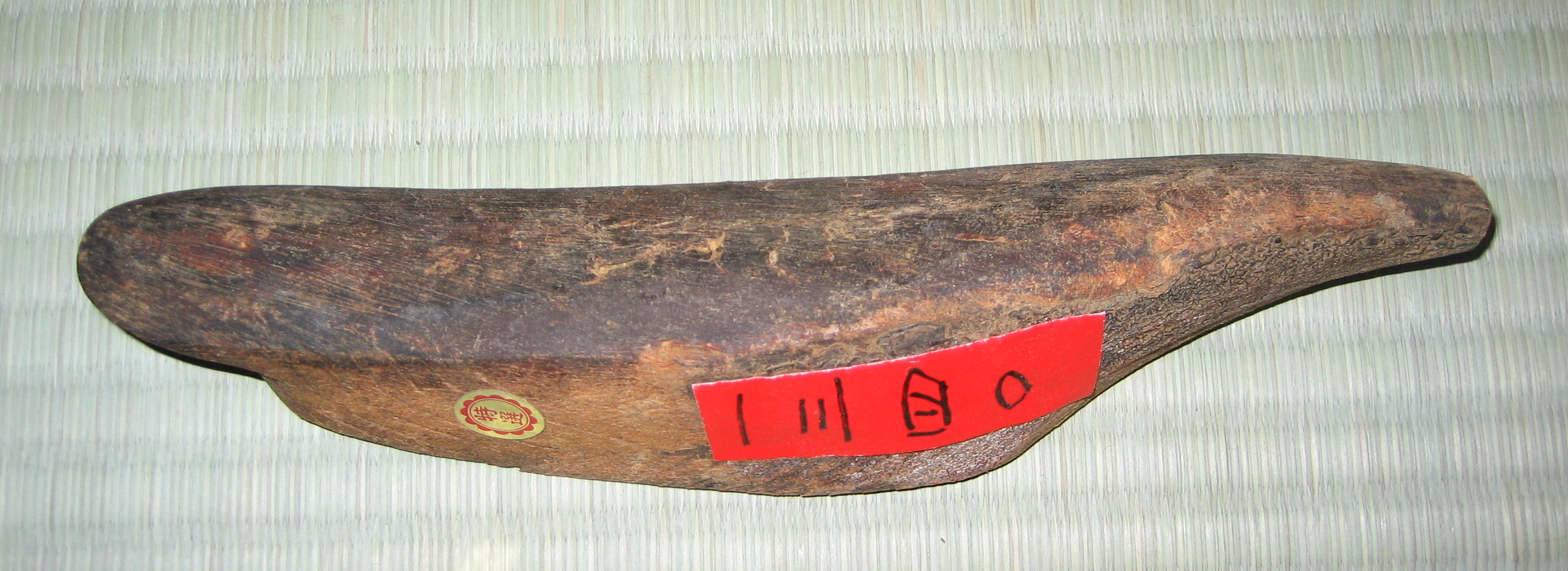
가쓰오부시. 곰팡이를 피운 혼카레부시(本枯節)

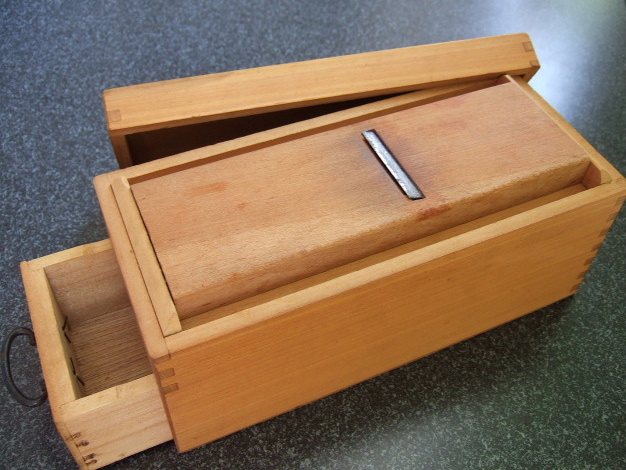
가쓰오부시를 깎는 도구

가쓰오부시(일본어: 鰹節)는 가다랑어의 살을 찌고, 건조시키고, 발효시켜 만드는 일본의 가공식품이다. 주로 육수를 내는 데 사용하며, 해물로 만든 음식 위에 뿌리는 고명으로도 사용한다.

## 제조법
가쓰오부시(가다랑어포)는 가다랑어를 훈제하여 말린 후 얇게 밀어 4달에서 5달 정도 발효시킨 포이다. 제조 중 풍미를 높이기 위해 푸른곰팡이가 투입되며, 1개월에 1회 이상 발효통을 교체한다. 이렇게 하여 만든 가쓰오부시를 상품으로 판매한다.

## 활용
가쓰오부시는 감칠맛이 느껴지는 특성상 동양 요리, 특히 일본 요리에 많이 사용되는데, 우동, 타코야키 등 수많은 일본 음식의 재료로 쓰인다. 장국을 먹기 직전 뿌리기만 하여도 특유의 풍미가 느껴진다. 대한민국에서는 이를 이용해 즉석 우동 등에서 고명으로 사용한다. 그리고 대한민국에서는 '가다랑어포'라는 이름을 많이 사용한다.

## 과학
가쓰오부시는 표면적이 넓을수록 공기나 물과 닿는 면적이 넓고, 변화가 쉽게 일어난다는 법칙을 따르는 대표적인 음식이다. 그래서 따뜻한 물이나 국에 잠깐만 담가 두어도 특유의 향과 맛이 느껴진다.

## 건강
발암물질인 벤조[a]피렌이 과다하게 들어있어 EU나 한국에서 수입금지 및 유통,판매금지,회수조치 등의 제재를 당한 적이 있다.